# 光スキャナ
光スキャナ（ひかりスキャナ）は、光（おもにレーザー光）を走査（スキャン）させるデバイス。コピー機やディスプレーなどに使われる。

## 種類
ガルバノミラー
ミラーを回転させて光を走査する。厳密には、ミラーを往復瑶動させる。
MEMS光スキャナ
ミラーを振動させて光を走査する。